# Helmi Mäelo
Helmi Mäelo (fram till 1923 Helmi Pett, 1923–1924 Helmi Mühlberg), född 13 april 1898 i Uderna, Rõngu kommun, Guvernementet Livland, Kejsardömet Ryssland (nuvarande Estland), död 17 juli 1978 i Bromma församling, Stockholm, var en estnisk  politiker, författare, journalist, kvinno- och nykterhetsaktivist.
Mäelo flydde från Sovjetockupationen genom Tyskland och kom till Sverige 1945.

## Biografi
Helmi Mäelo tog studenten i Tartu i Eesti Noorsoo Kasvatuse Seltsi Tütarlaste Gümnaasium år 1919. 1920–1923 studerade hon juridik vid Tartu Universitet. 1923 var hon en av grundarna till Estniska Nykterhets Förbundet, 1924–1940 ordförande. 1923-1924 arbetade Mäelo som redaktör i den första estniska kvinnotidskriften "Naiste Töö ja Elu" (Kvinnors Arbete och Liv). 1933- 1940 var hon redaktör och från år 1938 huvudredaktör för tidskriften Eesti naine (Den estniska kvinnan) som sedan dess har varit den största kvinnotidskriften i Estland. 1937–1940 var hon ordförande i Sällskapet för Utlandsester. Hon organiserade det första Mors dag-firandet i Estland 1922 i Udrema. Nästa år firades dagen över hela Estland.
Helmi Mäelo flydde från Sovjetockupationen till Tyskland 1944 och 1945 bosatte hon sig i Sverige. Hon har arbetat i Sverige som lantarbetare, kontorist och författare. 1960–1975 var hon Baltiska Humanistiska Förbundets sekreterare.
1923 gifte Mäelo med Bernhard Mäelo. De hade dottern Marja Jaanivald och sönerna Meemo Mäelo och Olev Mäelo.
Mäelo har skrivit 13 romaner, publicerat ungdoms- och populärvetenskapliga böcker, skrivit om nykterhet och uppfostran. Hennes memoarer I-VI publicerades i Sverige (1959-1975) på estniska och har blivit mycket uppmärksammad. 1957 kom hennes mest kända populärvetenskaplig kvinnohistoriska bok "Estniska kvinnor genom tiderna" uti Lund. Även den var på estniska. Den andra tryckningen kom 1999 i Estland.
Helmi Mäelo var medlem i Utländska Estniska Författarförbundet, Estniska PEN-klubben och Sveriges Författarförbundet. Hon var Estniska Kommiteens och Finska Kvinnors Nykterhetsförbundets  hedersledamot. Hon är begravd på Skogskyrkogården i Stockholm.

### Medverkan
- Invandrare i arbete : antologi / med bidrag av Mahmut Baksi ... ; sammanst. av Hannu Ylitalo ; [teckningar: Ulla Vuorinen]. - Stockholm : Brevskolan, 1978. - 143 s. : ill. - (Arbete och samhälle). - ISBN 91-7026-985-8